# André Roussin
André Roussin (Marsiglia, 22 gennaio 1911 – Parigi, 3 novembre 1987) è stato un drammaturgo e regista teatrale francese.

## Biografia
André Roussin nacque a Marsiglia in una famiglia della grande borghesia marsigliese: il padre era assicuratore, la madre figlia di un importante industriale, che gli ispirò le commedie Tombeau d'Achille e La Sainte Famille. Appassionato di tutte le arti (suonò il violino per sei anni), ben presto si interessò al teatro, presentando ai familiari un dramma in versi che gli valse il soprannome "Pagnolet" all'epoca della commedia Topaze di Marcel Pagnol.
Abbandonati gli studi di giurisprudenza, collaborò per due anni con il quotidiano Le Petit Marseillais e poi passò al teatro con Les Fureurs d'Alceste, parodia de Il misantropo di Molière in versi alessandrini.
Nel 1933 entrò nella Compagnie du Rideau Gris, fondata da Louis Ducreux, partecipando a varie rappresentazioni, tra le quali La duchessa di Amalfi di John Webster, a Parigi nel corso dell'Expo 1937 nella parte di Bosola
A cavallo del 1938-39 venne scritturato dalla Compagnie des Quatre-Saisons, diretta da André Barsacq, per quattro mesi di rappresentazioni al Barbizon-Plaza di New York.
Nel 1941, scrisse, produsse e diresse Am-Stram-Gram, commedia in tre atti con la giovane Micheline Presle, al debutto teatrale, nel ruolo principale; dopo le rappresentazioni ad Aix-en-Provence, Cannes e Marsiglia, la commedia fu ripresa dal 23 dicembre 1943 al Théâtre de l'Athénée di Parigi.
Nel 1944 presentò al Théâtre des Ambassadeurs di Parigi Une grande fille toute simple, con Madeleine Robinson e un Gérard Philipe ancora agli inizi.
Fu con La capannina (La Petite Hutte) che Roussin arrivò alla notorietà. La commedia venne rappresentata per la prima volta il 18 ottobre 1947 al Théâtre royal des Galeries di Bruxelles, diretta dell'autore, anche interprete con Suzanne Flon e Fernand Gravey; ripresa il 18 dicembre 1947 al Théâtre des Nouveautés di Parigi, totalizzando 1 500 repliche.
Nello stesso periodo delle rappresentazioni de La capannina, Roussin presentò altre tre commedie: Le uova dello struzzo (Les Œufs de l'autruche) al Théâtre de la Michodière di Parigi (22 novembre 1948), con Pierre Fresnay; Nina al Théâtre des Bouffes-Parisiens (4 ottobre 1949), con Elvira Popescu; Bobosse al 
Théâtre Royal du Parc di Bruxelles (9 febbraio 1950), con François Périer, per due anni di repliche.
Terminate le repliche di Bobosse, Roussin propose La cicogna si diverte (Lorsque l'enfant paraît), nonostante le perplessità del regista Louis Ducreux (un ministro antiabortista rischia di contraddirsi quando la sua famiglia incappa in una serie di gravidanze impreviste) la commedia debuttò il 26 settembre 1951 al Théâtre Royal du Parc di Bruxelles e proseguì al Théâtre des Nouveautés di Parigi, per  1 650 repliche.
Dopo il «semi fallimento» di La Main de César (1951-52), Roussin ritrovò il successo con Elena o la gioia di vivere (Hélène ou la joie de vivre), scritta con Madeleine Gray, riduzione del romanzo Vita privata di Elena di Troia di John Erskine, presentata il 12 dicembre 1952 al Théâtre de la Madeleine di Parigi, con Sophie Desmarets nella parte di Elena.
Nel 1955 Roussin e Benoît-Léon Deutsch acquisirono la direzione del Théâtre de la Madeleine, inaugurando la stagione con la nuova commedia L'Amour fou.
Nel 1957 Roussin scritturò Elvira Popescu per la quale aveva scritto La Mamma, libero adattamento de Il bell'Antonio di Vitaliano Brancati.
Poiché Pierre Dux gli aveva chiesto un'opera teatrale in versi, il 9 settembre 1960 venne presentato al Théâtre Royal du Parc di Bruxelles Le gloriose (Les Glorieuses); il titolo si riferisce alle mogli che vivono della gloria dei rispettivi mariti.
Con Un amore senza fine (Un amour qui ne finit pas) del 1963, il teatro di Roussin assunse una piega malinconica. 
Nel 1965 Roussin e Deutsch rinunciarono alla direzione del Théâtre de la Madeleine.

Il 18 ottobre 1972, autore e regista, presentò al Théâtre de la Michodière Lo schiaffo (La Claque), ultima interpretazione di Pierre Fresnay, nel quale un compositore schiaffeggia un critico musicale, ma i loro rapporti sono complicati dal fatto che i rispettivi figli si amano.
Il 12 aprile 1973 venne eletto al seggio 7 dell'Académie française e lì accolto il 2 maggio 1974.
Dopo Lo schiaffo il ritorno sulle scene avvenne il 10 ottobre 1981 con la commedia La vita è troppo corta (La vie est trop courte) al Théâtre Daunou di Parigi, regia di Michel Fagadau, con Denise Grey, Michel Le Royer e Claire Maurier.
Negli anni 1984-1986 ricoprì la carica di presidente della Société des auteurs et compositeurs dramatiques (SACD).
André Roussin morì il 3 novembre 1987, mentre erano in corso le repliche de La petite chatte est morte, la sua ultima commedia dopo sei anni dalla precedente e che «suona un po' come un addio ai suoi amori: il teatro e Molière» (Il titolo riprende una battuta da La scuola delle mogli, II, 5).
Due giorni dopo, il 5 novembre, l'accademico Claude Lévi-Strauss tenne un discorso di commemorazione.
André Roussin è sepolto nel cimitero Saint-Pierre di Marsiglia.

## Vita privata
Il 4 giugno 1947 sposò Lucienne Deluy, dalla quale ebbe un figlio, Jean-Marie Louis.

## Opere

### Teatro
- Am-Stram-Gram, 1941
- Une grande fille toute simple, 1942
- Le Tombeau d'Achille, 1944
- Jean-Baptiste le mal-aimé, 1944
- La sainte famille, 1945
- La capannina (La Petite Hutte, 1947)
- L'Étranger au théâtre, 1948
- Le uova dello struzzo (Les Œufs de l'autruche, 1948)
- Gli allegri bugiardi (L'École des dupes, 1949)
- Nina, 1949
- Bobosse, 1950
- La cicogna si diverte (Lorsque l'enfant paraît, 1951)
- La Main de César, 1951
- Les Barbes nobles, 1952
- Elena o la gioia di vivere (Hélène ou la joie de vivre, 1952)
- Il marito, la moglie e la morte (Le mari, la femme et la mort, 1954)
- Il folle amore ovvero la prima sorpresa (L'Amour fou ou la première surprise, 1955)
- Le gloriose (Les Glorieuses, 1960)
- Une femme qui dit la vérité, 1960
- Un amore senza fine (Un amour qui ne finit pas, 1963)
- La veggente (La voyante, 1963)
- Rupture, 1964
- La Locomotive, 1966
- Non si può mai sapere (On ne sait jamais, 1969)
- Lo schiaffo (La Claque, 1972)
- La vita è troppo corta (La vie est trop courte, 1981)
- La petite chatte est morte, 1987

### Adattamenti
- Il divo Garry (Joyeux chagrins), di Noël Coward, 1948
- Le Monsieur qui attend, Someone Waiting di Emlyn Williams, 1955
- La Mamma, da Il bell'Antonio di Vitaliano Brancati, 1957
- La bugiarda (La Coquine), di Diego Fabbri, 1961
- A piedi nudi nel parco (Pieds nus dans le parc), di Neil Simon, traduzione, 1964
- Le Pape kidnappé, di João Bethencourt, 1975

### Saggistica
- Patiences et impatiences, La Palatine, 1953
- Un contentement raisonnable, Grasset, 1965
- La boite a couleurs, Albin Michel, 1974
- Le rideau rouge: Portraits et souvenirs, Albin Michel, 1982
- Rideau gris et habit vert, Albin Michel, 1983
- Mesdames, Mesdemoiselles, Messieurs, Albin Michel, 1987